# Петерсберг (Гессен)
Петерсберг (нем. Petersberg) — община в Германии, в земле Гессен. Подчиняется административному округу Кассель. Входит в состав района Фульда. Население составляет 14 609 человек (на 31 декабря 2010 года). Занимает площадь 35,51 км².
Община подразделяется на 5 сельских округов.